# Augusto Matte
Augusto Matte Pérez (Santiago; 1843 - Berlín, 25 de febrero de 1913) fue un banquero, diplomático y político liberal chileno. Se desempeñó como diputado propietario por Valparaíso, senador y, ministro de Hacienda durante el gobierno del presidente Aníbal Pinto.

## Biografía
Nació en Santiago, el año 1843; sus  padres fueron Domingo Matte Mesías y Rosario Pérez Vargas.
Se casó en la misma comuna, Santiago, el 8 de agosto de 1874 con Rebeca Bello Reyes y tuvieron una hija, la escultora Rebeca Matte Bello.

### Estudios y vida laboral
Estudió humanidades en el Instituto Nacional y leyes en la Universidad de Chile, titulándose de abogado en 1872.
Tras concluir sus estudios fue agente confidencial en Inglaterra y Francia, en 1871, y viajó por Europa y América regresando en el año 1873.
Luego de su regreso, se puso a cargo de la casa bancaria de la familia (Banco Matte y Cía.).

## Trayectoria pública y política
Trabajó en el Ministerio de Hacienda en 1877 y fue nombrado el 27 de octubre de ese año como ministro de la cartera por el presidente Aníbal Pinto, renunciando el 5 de agosto de 1878. Regresó a ese mismo puesto el 17 de abril de 1879 hasta el 16 de junio de 1880. Debió enfrentarse a una aguda crisis económica, por lo que debió decretar la inconvertibilidad de los billetes bancarios.
Se le nombró ministro de Justicia, Culto e Instrucción Pública, como subrogante (s), el 20 de agosto de 1879 y con el mismo carácter, en Hacienda, el 16 de junio de 1880.
Era militante del Partido Liberal (PL), y como tal fue electo diputado propietario por Valparaíso, periodo 1879-1882.
Para el periodo 1882-1885, resultó electo nuevamente diputado propietario por Valparaíso, optó por esta zona; también había sido elegido diputado propietario por Linares. Integró la Comisión Permanente de Hacienda e Industria.
Durante la Guerra del Pacífico abrió y mantuvo un hospital de sangre para los heridos. En 1884 fue presidente de la Sociedad de Instrucción Primaria (SIP).
En el periodo 1885-1888, es reelecto diputado propietario por Valparaíso; no se incorporó hasta el 2 de junio de 1886; mientras tanto, funcionó Agustín Montiel Rodríguez. Continuó en la Comisión Permanente de Hacienda e Industria.
Contribuyó a la fundación del periódico, La Libertad Electoral, cuyo objetivo fue ayudar a sostener la candidatura presidencial de José Francisco Vergara.
En 1888 es electo senador por Valparaíso. Tras la muerte del ministro de relaciones exteriores Miguel Luis Amunátegui Aldunate fue designado para reemplazarlo interinamente el 5 de febrero de 1888 hasta el 13 de abril de ese mismo año.
En 1890 se dirigió a Europa y cuando estalló la revolución contra José Manuel Balmaceda se unió a ella. Tras el triunfo revolucionario representó a Chile en Francia, en donde fue condecorado por el presidente Félix Faure. Fue también ministro ante la Santa Sede.
En 1892 a 1894 fue enviado extraordinario y ministro plenipotenciario en Gran Bretaña. Entre 1893 y 1894, enviado extraordinario y ministro plenipotenciario en Suiza y fue embajador en Alemania, desde 1905 a 1913.
Falleció en Berlín en 1913 ejerciendo como ministro plenipotenciario en Alemania.
| Predecesor: Rafael Sotomayor Baeza | Ministro de Hacienda de Chile 1877 - 1878 | Sucesor: Julio Zegers Samaniego |
| Predecesor: Julio Zegers Samaniego | Ministro de Hacienda de Chile 1879 - 1880 | Sucesor: José Alfonso Cavada    |